# Pascalina Lehnert

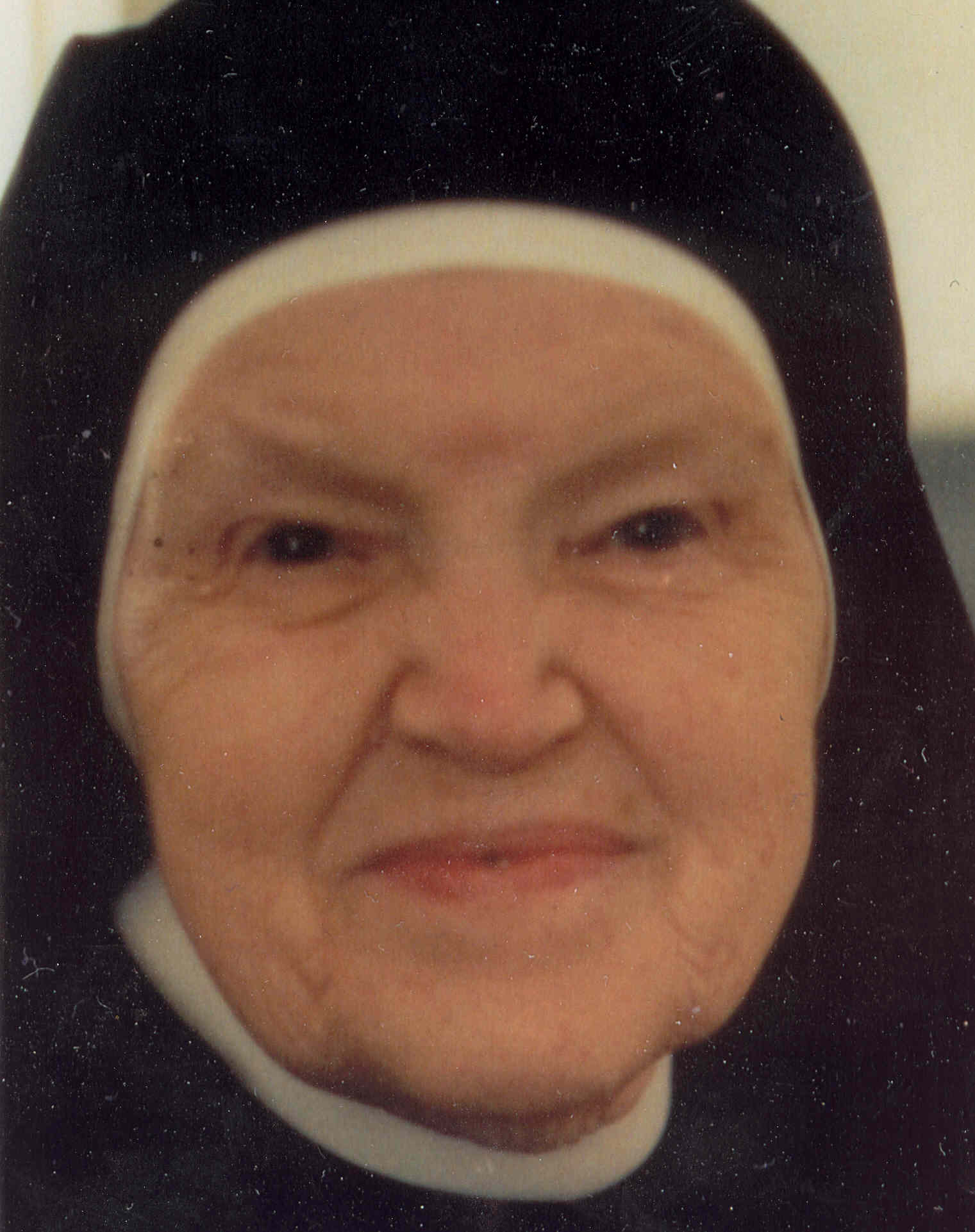
Madre Pascalina Lehnert, 88-jährig, im Juni des Jahres 1983

Madre (Mutter) Pascalina Lehnert (* 29. August 1894 in Ebersberg als Josephina Lehnert; † 13. November 1983 in Wien, begraben auf dem Campo Santo Teutonico im Vatikan) war eine deutsche Ordensschwester der Schwestern vom Heiligen Kreuz. Bekannt wurde sie als Haushälterin und Assistentin von Papst Pius XII., dem sie bereits in dessen Zeit als Apostolischem Nuntius in Bayern (unter seinem bürgerlichen Namen Eugenio Pacelli) ab Ende 1918 gedient hatte.
Im letzten Jahr des Zweiten Weltkriegs und danach (1944–1958) leitete „Madre Pascalina“ das Magazzino, ein international agierendes päpstliches Hilfswerk. In ihrer Zeit im Vatikan (1929–1958) galt sie als außergewöhnlich einflussreich.

## Jugend und erste Zeit im Kloster
Josephina Lehnert, die Tochter eines Postbeamten, wollte bereits mit 15 Jahren dem Franziskanerorden beitreten, da dieser Orden ihr als der bescheidenste erschien. Sie wurde in den Orden der Schwestern vom heiligen Kreuz aufgenommen und nahm am Tag ihrer Gelübde den Namen Pascalina an. Im Mutterkloster im schweizerischen Menzingen lernte sie Kochen, Nähen und Haushaltsführung. Als Lehrschwester vom Heiligen Kreuz schickte ihr Orden sie 1918 nach München, um für Nuntius Pacelli zu arbeiten, dem sie dann insgesamt 40 Jahre lang als Haushälterin und Sekretärin diente.

## Pacellis Haushalt: Nuntiatur und Vatikan
1917 war Eugenio Pacelli Nuntius in Bayern geworden und bat die Schwestern vom heiligen Kreuz, den besten Nachwuchs in die Nuntiatur zu schicken. Eine von drei jungen Schwestern, die den Dienst antraten, war Josephina Lehnert, jetzt Schwester Pascalina. Als Pacelli nach dem Abschluss des Konkordats mit Bayern nach Berlin wechselte, folgte sie ihm. In Berlin war Pacelli der Doyen des diplomatischen Korps. Zu Pascalinas Aufgaben gehörte es, viele Empfänge und Diners zu gestalten. Die Apostolische Nuntiatur in Berlin war bald ein Mittelpunkt der sozialen und politischen Welt Berlins. Gustav Stresemann, Paul von Hindenburg, Studenten und Arbeiter wurden von Pacelli eingeladen. 1929 wurde Pacelli nach Rom zurückgerufen, um dort erster Kardinalstaatssekretär des unabhängigen Vatikanstaates zu werden. Er bat Papst Pius XI. um die Erlaubnis, Schwester Pascalina nach Rom kommen zu lassen, was ihm gewährt wurde. Madre Pascalina und zwei weitere Ordensschwestern führten ihm in der vatikanischen Wohnung den Haushalt. Nach dem Tod von Papst Pius XI. wurde diese Wohnung ein Teil des Konklave-Bereichs, und die drei Ordensschwestern waren wohl die einzigen Frauen, die beim Konklave (nicht bei den Wahlhandlungen) anwesend waren.

„Es war etwa 17.30 Uhr. Wir waren noch voll beschäftigt mit dem Räumen und Packen, als vom Petersplatz her anhaltendes Rufen und Klatschen an unsere Ohren drang. Aber niemand hätte es gewagt, an ein Fenster zu gehen, und niemand kam, uns etwas zu sagen. So warteten wir denn – bis die Türe des großen Arbeitszimmers sich öffnete. Auf der Schwelle erschien die uns so wohlbekannte hohe und schlanke Gestalt, nun in Weiß gekleidet. Es war nicht mehr Kardinal Pacelli, es war Papst Pius XII. 
Wer könnte so einen Augenblick je vergessen. Weinend knieten wir drei Schwestern nieder und küssten die Hand des Heiligen Vaters, zum ersten Mal. Auch der Heilige Vater hatte feuchte Augen. An sich heruntersehend sagte er nur: Sehen Sie, wie man mich zugerichtet hat!“

Aufgrund ihrer außergewöhnlichen Stellung gab und gibt es viele Anekdoten und Gerüchte über die Madre. Die meisten dieser Anekdoten sind wohl erfunden und können nicht dokumentiert werden. Manche Anekdoten finden sich in ihrer Autobiographie, die wesentlich eine Biographie von Pius XII. ist.
Ihre Mitschwester im Vatikan, Maria Konrada Grabmair, gab am 6. Oktober 1992 einen kleinen Einblick in die Person von Madre Pascalina.

„Madre war eine sehr gute, aber schnelle Autofahrerin in Rom. Einmal hielt sie die Polizei an und wurde dafür vom Heiligen Vater anschließend ermahnt: Rasen ist Sünde. Sie meinte dann, sie sei doch für ihn in die Gregoriana gefahren, um einen Text abzugeben, worauf er lächelnd fortfuhr, Rasen ist Sünde, auch wenn man die besten Absichten dabei hat.“

„Madre hat auf dem Gemüsemarkt selber eingekauft, und wie es in Rom damals üblich war, den Preis herunter gehandelt und zwar mit dem Argument: Das ist doch für den Heiligen Vater!“

Ihr Verhältnis zu manchen Kardinälen und päpstlichen Mitarbeitern war nicht besonders gut. Als sie dem französischen Kardinal Tisserant die päpstliche Tür wies und dieser anfing zu toben, ließ sie die Schweizergarde rufen. Ein anderes Mal strich sie eine Audienz des Kardinals wegen eines Terminkonflikts mit Gary Cooper. Da sie in den letzten Lebensmonaten Pius’ XII. quasi allein entschied, wer noch zum Papst vorgelassen wurde, machte sie sich einflussreiche Feinde, sodass sie nach dem Tode von Pius XII. im Jahre 1958 und den von diesem noch in Auftrag gegebenen Verbrennungen letzter Aufzeichnungen unverzüglich ihr Zimmer in Castel Gandolfo verlassen und per Taxi in ein Kloster in Rom umziehen musste.
Danach war sie Oberin der Schwestern im Päpstlichen Nordamerikanischen Kolleg in Rom.

## Päpstliches Hilfswerk 1944–1958
„Es kracht Tag und Nacht, ob Bomben oder Kanonen – oder Sprengungen. Castel Gandolfo ist von Flüchtlingen besetzt und hier in Rom sind etwa 4 Millionen und hungern und es wird jeden Tag schlimmer. […] Es gibt keine Medizin mehr, nichts. Und was noch da ist, wird von unseren Landsleuten weggeschafft. Wie lange noch oh Herr, wie lange?“

Der Papst reagierte auf Madre Pascalina und die zahlreichen menschlichen Tragödien mit einem neuen päpstlichen Hilfswerk, das auf zwei Pfeilern ruhte. Monsignore Ferdinando Baldelli, Carlo Egger und Otto Faller gründeten im Auftrag Pius’ XII. die Pontificia Commissione di Assistenza. Madre Pascalina leitete die persönliche Charité des Papstes, offiziell unter Monsignore  Giovanni Battista Montini, dem späteren Paul VI., mit dem sie eine komplizierte Beziehung zu haben schien. Um dem Papst direkt helfen zu lassen, organisierte Madre das Magazzino, anfangs mit 40 Mitarbeitern. Zuerst nur dazu bestimmt, die vielen täglichen Einzelgesuche zufriedenzustellen, wurde es nach und nach ständig vergrößert und erweitert. „Ein Dorf in der Nähe von Rom war in der Nacht zerstört und völlig ausgebombt worden, und sofortige Hilfe tat not. Schnell leerte sich das ganze Magazin, und ehe man noch daran denken konnte, was man im Notfall am nächsten Tag geben könnte, füllte die Vorsehung die leeren Räume wieder auf“.
Madres Hilfe war groß angelegt. Allein Weihnachten 1944 wurden 12000 Weihnachtsgeschenke an die Kinder Roms übergeben, viele davon vom Papst persönlich überreicht. Pascalina organisierte in großem Umfang Lastwagenkolonnen mit Medizin, Lebensmitteln, Kleidung, Schuhen für Krankenhäuser, Gefangenenlager und die ausgehungerten Römer. Auch nach Frankreich, Polen, Tschechoslowakei, Deutschland und Österreich wurden Hilfsgüter geschickt. Nach dem Krieg hielt der Notstand noch lange an. Madres Magazzino half deutschen Flüchtlingen aus den Ostgebieten, München, dem Kolleg St. Blasien, heimatlos gewordenen, Deportierten, Flüchtlingen und Opfern von Naturkatastrophen.
Notleidenden Priestern wurde später mit Messgewändern, religiösen Utensilien, und Priestern mit großen Pfarreien mit Fiat-Kleinstwagen geholfen. Pius XII. schickte seine Beauftragte in die Gefangenenlager, um Trost und Hilfe zu bringen. Sein Privatmagazin durfte für sie Lastwagen mit Medikamenten, Lebensmitteln und Kleidern schicken.
Der Papst war dabei stets selbst involviert, er besuchte sein Magazzino und bat Bischöfe aus reichen oder kriegsunversehrten Ländern ständig um Hilfe. Viele dieser Bischöfe und Kardinäle suchten Madre Pascalina auch selbst auf, was wohl zu dem netten Spitznamen Virgo Potens (‚starke Jungfrau‘, eigentlich eine Anrufung aus der Lauretanischen Litanei) geführt haben mag.

## Autobiographie:Ich durfte ihm dienen
Madre Pascalina schrieb ihr Buch 1959. Es wurde erst 1982 veröffentlicht. Wichtige Ereignisse werden kurz gestreift, der Zweite Weltkrieg, das Konsistorium 1946, Selig- und Heiligsprechungen, das Heilige Jahr 1950 sowie Krankheit und Tod von Papst Pius XII. Auf 200 Seiten beschreibt sie den Papst mit vielen Beispielen als warmherzig, einfühlsam, feinfühlig, pflichtbewusst, arbeitsam und außergewöhnlich intelligent. Auch sein Humor sei nicht zu kurz gekommen. Madre Pascalina hat darüber hinaus in mehreren Zeitungsartikeln den Tagesablauf und den Alltag von Papst Pius XII. beschrieben.
Madre Pascalina verstarb 1983 in Wien, nachdem sie an einem Gedenken zum 25. Todestag von Papst Pius teilgenommen hatte. Sie wurde am 18. November auf dem Campo Santo Teutonico im Vatikan beigesetzt. Mehrere Kardinäle und Bischöfe kamen zu dem Requiem, auch Kardinal Joseph Ratzinger.

## Würdigung
Joseph Ratzinger hielt die Messfeier zum zehnten Jahrestag ihres Todes. Nachdem er sie humorvoll als „mächtigste Vertreterin Bayerns“ im Vatikan tituliert hatte, verwies er auf ihre absolute Treue und Dienstbarkeit. Kardinal Ratzinger fuhr fort:

„Madre Pascalina hat als Haushälterin und Sekretärin durch ihre praktische und nüchterne Art verstanden, für Pius XII. den menschlichen Lebensraum zu schaffen, den er brauchte, um seiner Aufgabe in einer schwierigen Zeit gerecht werden zu können.“

## Auszeichnungen
- 1958 Pro Ecclesia et Pontifice, päpstliche Auszeichnung (verliehen durch Johannes XXIII.)
- 1969 Großes Verdienstkreuz des Verdienstordens der Bundesrepublik Deutschland (verliehen am 27. Juni 1969 durch Bundespräsident Heinrich Lübke)
- 1980 Bayerischer Verdienstorden
- 1981 Goldenes Ehrenzeichen für Verdienste um die Republik Österreich.

## Verfilmungen
Karfreitag und Karsamstag 2011 sendete die ARD erstmals den TV-Zweiteiler „Gottes mächtige Dienerin“ nach dem gleichnamigen Buch von Martha Schad. Die Hauptrolle der Pascalina spielte Christine Neubauer. Regie: führte Marcus O. Rosenmüller, das Drehbuch schrieben Henriette Piper und Gabriele Scheidt.
Am 1. November 2010 (Allerheiligen) sendete die ARD in ihrem Abendprogramm den zweiteiligen Spielfilm „Pius XII.“, in dem Schwester Pascalina (ebenfalls von Christine Neubauer gespielt) nur hintergründig vorkommt.
Die Handlungen der beiden Spielfilme sind nicht aufeinander abgestimmt, haben Schnittmengen, unterschiedliche Rahmengeschichten und eine verschiedene Besetzung der Rolle des Pacelli-Papstes.